# Glaciar Orny

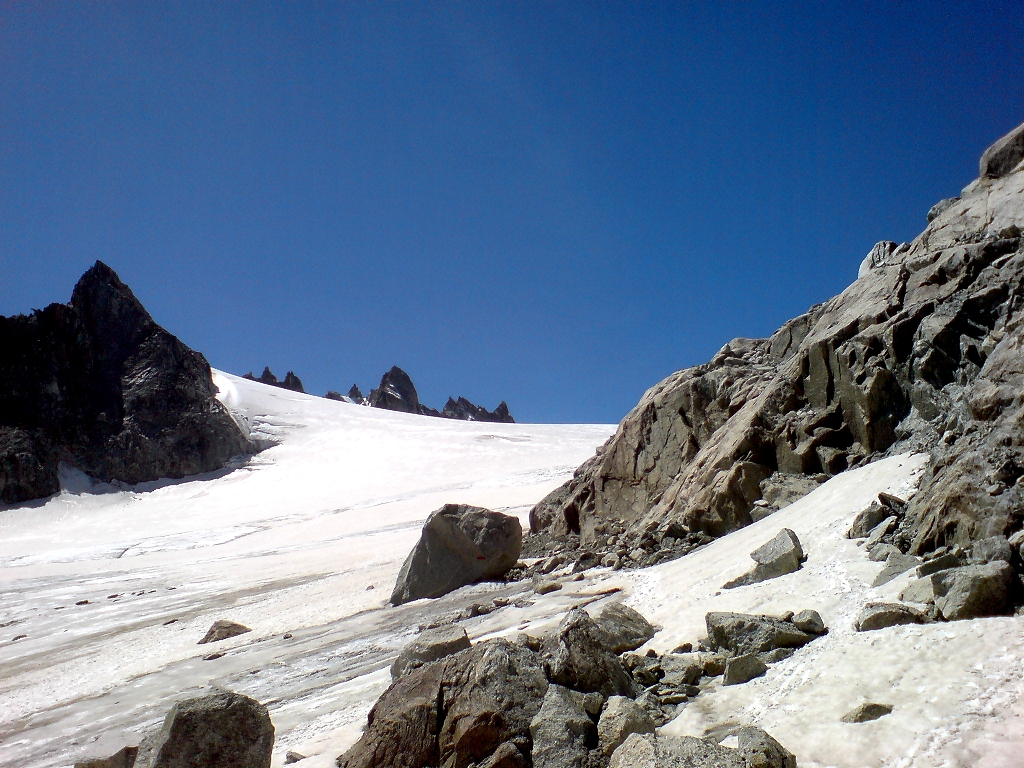
Glaciar Orny: vista de la parte superior.

El Glaciar Orny (Glacier d'Orny en francés) se ubica en Suiza, en concreto en el Cantón del Valais, en el valle Combe d'Orny, Macizo del Mont Blanc. Nace de los mismos neveros que el Glaciar Trient.
Tiene cercano un pequeño refugio, cerca de la morrena, en la parte derecha del glaciar.